# Judith Pronk
Judith Anna „Judy” Pronk (ur. 8 grudnia 1973 w Amsterdamie) – holenderska była wokalistka i DJ-ka, tancerka, obecnie wizażystka, makijażystka i blogerka. W latach 1999–2002 była członkiem grupy Alice DeeJay.
Judith rozpoczęła karierę taneczną zaraz po ukończeniu wyższej szkoły artystycznej w 1999 roku. Występowała również jako DJ-ka w jednym z amsterdamskich klubów. Została członkiem Alice DeeJay współtworzonej wraz z DJ-em Jurgenem, Prontim, Kalmanim, Milą Levesque, Angelique „Angel” Versnel, Danskim i DJ-em Delmundo. Największym sukcesem grupy były single „Better Off Alone”, który uzyskał status platynowej płyty w Wielkiej Brytanii oraz był notowany w czołówce list przebojów, m.in. w Kanadzie i Szwecji, oraz utwór „Back in My Life”, który zyskał status złotej płyty w Wielkiej Brytanii. Wraz z Alice DeeJay „Judy” Pronk w 2000 roku nagrała również studyjny album zatytułowany Who Needs Guitars Anyway?.
W 2002 roku grupa się rozpadła. W marcu 2014 grupę reaktywowano pod nazwą Alice DJ, lecz bez udziału „Judy” Pronk. Obecnie pracuje w branży modowej, zajmuje się wizażem, makijażem, prowadzi bloga. W 2013 założyła własną linię odzieżową o nazwie Anna Vie.